# Arcidiocesi di Cotabato
L'arcidiocesi di Cotabato (in latino: Archidioecesis Cotabatensis) è una sede metropolitana della Chiesa cattolica nelle Filippine. Nel 2021 contava 1.081.115 battezzati su 2.372.200 abitanti. È retta dall'arcivescovo Angelito Rendon Lampon, O.M.I.

## Territorio
L'arcidiocesi comprende parte delle province filippine di Maguindanao, Sultan Kudarat e Cotabato.
Sede arcivescovile è la città di Cotabato, dove si trova la cattedrale dell'Immacolata Concezione.
Il territorio si estende su 9.575 km² ed è suddiviso in 33 parrocchie.

### Provincia ecclesiastica
La provincia ecclesiastica di Cotabato, istituita nel 1979, comprende le seguenti suffragaee:
- la diocesi di Marbel, eretta come prelatura territoriale il 17 dicembre 1960 ed elevata al rango di diocesi il 15 novembre 1982;
- la diocesi di Kidapawan, eretta come prelatura territoriale il 12 giugno 1976 ed elevata al rango di diocesi il 15 novembre 1982.

La provincia ecclesiastica si estende sulla parte sud-occidentale dell'isola di Mindanao.

## Storia
La prelatura territoriale di Cotabato e Sulu fu eretta l'11 agosto 1950 con la bolla Quidquid in christifidelium di papa Pio XII, ricavandone il territorio dalla diocesi di Zamboanga (oggi arcidiocesi). Originariamente era suffraganea dell'arcidiocesi di Cagayan de Oro.
Il 28 ottobre 1953 cedette una porzione del suo territorio a vantaggio dell'erezione della prefettura apostolica di Sulu (oggi vicariato apostolico di Jolo) e nel contempo assunse il nome di prelatura territoriale di Cotabato.
Il 17 dicembre 1960 cedette un'altra porzione del suo territorio a vantaggio dell'erezione della prelatura territoriale di Marbel (oggi diocesi).
Il 29 giugno 1970 entrò a far parte della provincia ecclesiastica dell'arcidiocesi di Davao.
Il 12 giugno 1976 cedette un'ulteriore porzione di territorio a vantaggio dell'erezione della prelatura territoriale di Kidapawan (oggi diocesi). Lo stesso giorno in virtù della bolla Episcoporum votis di papa Paolo VI la prelatura territoriale fu elevata a diocesi.
Il 5 novembre 1979 la diocesi è stata ulteriormente elevata al rango di arcidiocesi metropolitana con la bolla Sacrorum Antistites di papa Giovanni Paolo II.

## Cronotassi dei vescovi
Si omettono i periodi di sede vacante non superiori ai 2 anni o non storicamente accertati.
- Gérard Mongeau, O.M.I. † (27 marzo 1951 - 14 marzo 1980 ritirato)
- Philip Francis Smith, O.M.I. † (14 marzo 1980 succeduto - 30 maggio 1998 ritirato)
- Orlando Beltran Quevedo, O.M.I. (30 maggio 1998 - 6 novembre 2018 ritirato)
- Angelito Rendon Lampon, O.M.I., dal 6 novembre 2018

## Statistiche
L'arcidiocesi nel 2021 su una popolazione di 2.372.200 persone contava 1.081.115 battezzati, corrispondenti al 45,6% del totale.
| anno | popolazione | popolazione | popolazione | presbiteri | presbiteri | presbiteri | presbiteri                | diaconi | religiosi | religiosi | parrocchie |
| anno | battezzati  | totale      | %           | numero     | secolari   | regolari   | battezzati per presbitero | diaconi | uomini    | donne     | parrocchie |
| ---- | ----------- | ----------- | ----------- | ---------- | ---------- | ---------- | ------------------------- | ------- | --------- | --------- | ---------- |
| 1950 | 156.000     | 680.595     | 22,9        | 21         | 21         |            | 7.428                     |         | 25        | 14        | 12         |
| 1970 | 426.212     | 727.193     | 58,6        | 54         | 7          | 47         | 7.892                     |         | 62        | 120       | 26         |
| 1980 | 360.000     | 790.000     | 45,6        | 49         | 19         | 30         | 7.346                     |         | 66        | 93        | 24         |
| 1990 | 507.000     | 917.000     | 55,3        | 51         | 23         | 28         | 9.941                     |         | 87        | 102       | 30         |
| 1999 | 823.640     | 1.545.291   | 53,3        | 58         | 29         | 29         | 14.200                    |         | 47        | 91        | 28         |
| 2000 | 902.029     | 1.591.769   | 56,7        | 64         | 34         | 30         | 14.094                    |         | 46        | 222       | 28         |
| 2001 | 902.029     | 1.591.769   | 56,7        | 66         | 34         | 32         | 13.667                    |         | 48        | 222       | 28         |
| 2002 | 902.029     | 1.591.769   | 56,7        | 65         | 35         | 30         | 13.877                    |         | 47        | 222       | 28         |
| 2003 | 956.738     | 1.897.476   | 50,4        | 71         | 41         | 30         | 13.475                    |         | 39        | 223       | 28         |
| 2004 | 823.640     | 1.809.618   | 45,5        | 71         | 39         | 32         | 11.600                    |         | 40        | 127       | 28         |
| 2006 | 856.000     | 1.880.000   | 45,5        | 77         | 39         | 38         | 11.116                    |         | 68        | 215       | 28         |
| 2013 | 951.000     | 2.088.000   | 45,5        | 85         | 41         | 44         | 11.188                    |         | 113       | 505       | 31         |
| 2016 | 1.003.620   | 2.202.000   | 45,6        | 87         | 48         | 39         | 11.535                    |         | 94        | 111       | 32         |
| 2019 | 1.052.000   | 2.308.300   | 45,6        | 79         | 47         | 32         | 13.316                    |         | 60        | 108       | 32         |
| 2021 | 1.081.115   | 2.372.200   | 45,6        | 84         | 52         | 32         | 12.870                    |         | 66        | 108       | 33         |